# Till Eric
Till Eric är Nyckelharporkesterns debutalbum, utgivet 1995 av Drone Music. Skivan är en hyllning till nyckelharpspelmannen Eric Sahlström (1912-1986) från Uppland och innehåller uteslutande hans kompositioner.

## Låtlista
Alla låtar är komponerade av Eric Sahlström.
1. "Tobopolketten" – 2:43 (Alla)
2. "Andakten" – 4:25 (Marcus Svensson, Olov Johansson, Johan Hedin)
3. "Göksbypolska" – 2:42 (Ola Hertzberg)
4. "Namnlösen" – 3:29 (Ola Hertzberg, Niklas Roswall, Olov Johansson)
5. "På stormyren" – 3:04 (Anders Mattsson)
6. "Beethoven" – 3:08 (Marcus Svensson, Johan Hedin)
7. "Midsommarglädje" – 2:48 (Alla)
8. "Akademipolska" – 2:44 (Anders Mattsson, Olov Johansson)
9. "Hem från Gesunda" – 2:28 (Johan Hedin)
10. "Ödetorpsvalsen" – 3:10 (Ola Hertzberg, Niklas Roswall)
11. "Trollrikepolska" – 2:38 (Olov Johansson)
12. "Avskedsgånglåt" – 4:39 (Johan Hedin, Niklas Roswall, Ola Hertzberg)
13. "Fläskrökarvalsen" – 3:42 (Alla)
14. "Hardrevet" – 2:42 (Anders Mattsson, Niklas Roswall, Ola Hertzberg)
15. "Vårdroppar" – 3:21 (Niklas Roswall)
16. "Karolinermarschen" – 4:23 (Marcus Svensson, Niklas Roswall, Olov Johansson, Johan Hedin)
17. "I stugan" – 2:50 (Marcus Svensson)
18. "Norrgärdeshambo" – 3.15 (Anders Mattsson, Olov Johansson)
19. "Spelmansglädje" – 3.46 (Alla)

Total tid: 58:37

## Nyckelharporkestern
- Johan Hedin — nyckelharpa
- Ola Hertzberg — nyckelharpa
- Olov Johansson — nyckelharpa
- Anders Mattsson — nyckelharpa
- Niklas Roswall — nyckelharpa
- Marcus Svensson — nyckelharpa